# Zaskiv
Zaskiv (ukrán betűkkel: Зашків, lengyelül: Zaszków) falu Ukrajna Lvivi területének Lvivi járásában. A területi központtól, Lvivtől 14 km-re északnyugatra fekszik. Lakossága 2011-ben 1411 fő volt. A falut érinti a Lviv–Zsovkva vasútvonal. A település Lviv községhez tartozik.

## Története
Területén már a 10–11. században szláv település működött. Zaszków első írásos említése a Jagellók idejéből, 1377-ből származik. Az egykori feljegyzések szerint a településen régen kolostor is működött. Władisław opolei herceg egy 1377-es dokumentum szerint a falut más környező falvakkel együtt a lwówi domonkosok birtokába adta. 1397-ben Władisław Jagello a lwówi domonkosok birtokainak – köztük Zaszków falunak is – megadta a kiváltságokat tartalmazó megdeburgi városjogokat. 1399-ben a galíciai érsek engedélyezte, hogy a faluban kápolnát építsenek és ott lelki gyakorlatokat is végezzenek.
Lengyelország első, 1772-es felosztásakor a település az Habsburg Birodalom, majd 1867-től az Osztrák–Magyar Monarchia fennhatósága alá került, és egészen az első világháború végéig Galícia és Ladoméria Királysága része volt. A két világháború között visszakerült Lengyelországhoz. 1939-ben rövid ideig szovjet, majd a második világháború alatt német megszállás alatt állt. 1945-től az Ukrán SZSZK, majd 1991-től Ukrajna része.
A faluban 1890-ben 223 ház volt 1357 lakossal (ebből 1055 görögkatolikus, 232 római katolikus, 49 izraelita, 21 fő egyéb vallású volt).
A kőből készült, Mihály arkangyalnak szentelt görögkatolikus templomát 1906-ban építették.

## Ismert emberek
Ott született:
- Jevhen Mihajlovics Konovalec (1891–1938 ), az Ukrán Népköztársaság hadseregének ezredese, az Ukrán Nacionalisták Szervezetének (OUN) alapítója és első vezetője.

## Látnivalók
A faluban Jevhen Konovalec-emlékmúzeum működik.